# Грандола
Гра́ндола (порт. Grândola; [gɾɐ̃dulɐ]) — посёлок городского типа в Португалии, центр одноимённого муниципалитета округа Сетубал. Численность населения — 10,4 тыс. жителей (посёлок), 14,5 тыс. жителей (муниципалитет). Посёлок входит в регион Алентежу, в субрегион Алентежу-Литорал. По старому административному делению входил в провинцию Байшу-Алентежу.

## Расположение
Посёлок расположен в 48 км юго-восточнее города Сетубал на берегу речки Рибейра-де-Грандола. В 8 км западнее города расположена гора Аталая, высшая точка округа Сетубал.
Муниципалитет граничит:
- на севере — муниципалитет Алкасер-ду-Сал
- на востоке — муниципалитет Феррейра-ду-Алентежу
- на юге — муниципалитет Сантьягу-ду-Касен
- на западе — Атлантический океан
- на северо-западе — муниципалитет Сетубал и устье реки Саду

## История
После образования государства Португалия территория относилась к муниципалитету Алкасер-ду-Сал и по большей части принадлежала рыцарскому ордену Сантьяго-да-Эспада. Во время правления Жуана I около 1380 года была основана коменда Грандола, что повлекло развитие в регионе сельского хозяйства и возникновению деревни.
В 1544 году Жуан III даровал деревне статус посёлка с собственным муниципалитетом, независимым от Алкасер-ду-Сала.
К 1900 году население посёлка достигло 7539 человек.
17 мая 1964 мая в концерте, приуроченном к 52-й годовщине Музыкального общества Братства рабочих Грандолы (порт. Sociedade Musical Fraternidade Operária Grandolense), принял участие поэт-антифашист, певец и композитор Жозе Афонсу. Вдохновлённый солидарностью рабочих Грандолы, по дороге домой Афонсу написал песню «Грандола, смуглая деревушка», которая спустя десять лет стала неофициальным гимном Революции гвоздик.

## Население
| Население муниципалитета Грандола (1801—2004) | Население муниципалитета Грандола (1801—2004) | Население муниципалитета Грандола (1801—2004) | Население муниципалитета Грандола (1801—2004) | Население муниципалитета Грандола (1801—2004) | Население муниципалитета Грандола (1801—2004) | Население муниципалитета Грандола (1801—2004) | Население муниципалитета Грандола (1801—2004) | Население муниципалитета Грандола (1801—2004) |
| --------------------------------------------- | --------------------------------------------- | --------------------------------------------- | --------------------------------------------- | --------------------------------------------- | --------------------------------------------- | --------------------------------------------- | --------------------------------------------- | --------------------------------------------- |
| 1801                                          | 1849                                          | 1900                                          | 1930                                          | 1960                                          | 1981                                          | 1991                                          | 2001                                          | 2004                                          |
| 3463                                          | 2528                                          | 7539                                          | 13 370                                        | 21 060                                        | 16 042                                        | 13 767                                        | 14 901                                        | 14 454                                        |

## Районы
| Фрегезии (районы) муниципалитета Грандола | Фрегезии (районы) муниципалитета Грандола  | Фрегезии (районы) муниципалитета Грандола  | Фрегезии (районы) муниципалитета Грандола | Фрегезии (районы) муниципалитета Грандола | Фрегезии (районы) муниципалитета Грандола | Фрегезии (районы) муниципалитета Грандола |
| ----------------------------------------- | ------------------------------------------ | ------------------------------------------ | ----------------------------------------- | ----------------------------------------- | ----------------------------------------- | ----------------------------------------- |
| №                                         | Наименование                               | Оригинальное наименование                  | Количество жителей, чел.(2001)            | Территория, км²                           | Плотность, чел./км²                       | Почтовый индекс                           |
| 1                                         | Азиньейра-душ-Барруш-и-Сан-Мамеде-ду-Садан | Azinheira dos Barros e São Mamede do Sádão | 908                                       | 172,52                                    | 5,26                                      | 7565-000 ERMIDAS DO SADO                  |
| 2                                         | Карвальял                                  | Carvalhal                                  | 1 600                                     | 56                                        | 28,57                                     | 7570-000 CARVALHAL GDL                    |
| 3                                         | Грандола                                   | Grândola                                   | 10 361                                    | 361,4                                     | 28,67                                     | 7570-000 GRANDOLA                         |
| 4                                         | Мелидиш                                    | Melides                                    | 1789                                      | 162,7                                     | 11                                        | 7570-000 MELIDES                          |
| 5                                         | Санта-Маргарида-да-Серра                   | Santa Margarida da Serra                   | 243                                       | 52,38                                     | 4,64                                      | 7570-000 SANTA MARGARIDA DA SERRA         |

Фотогалерея
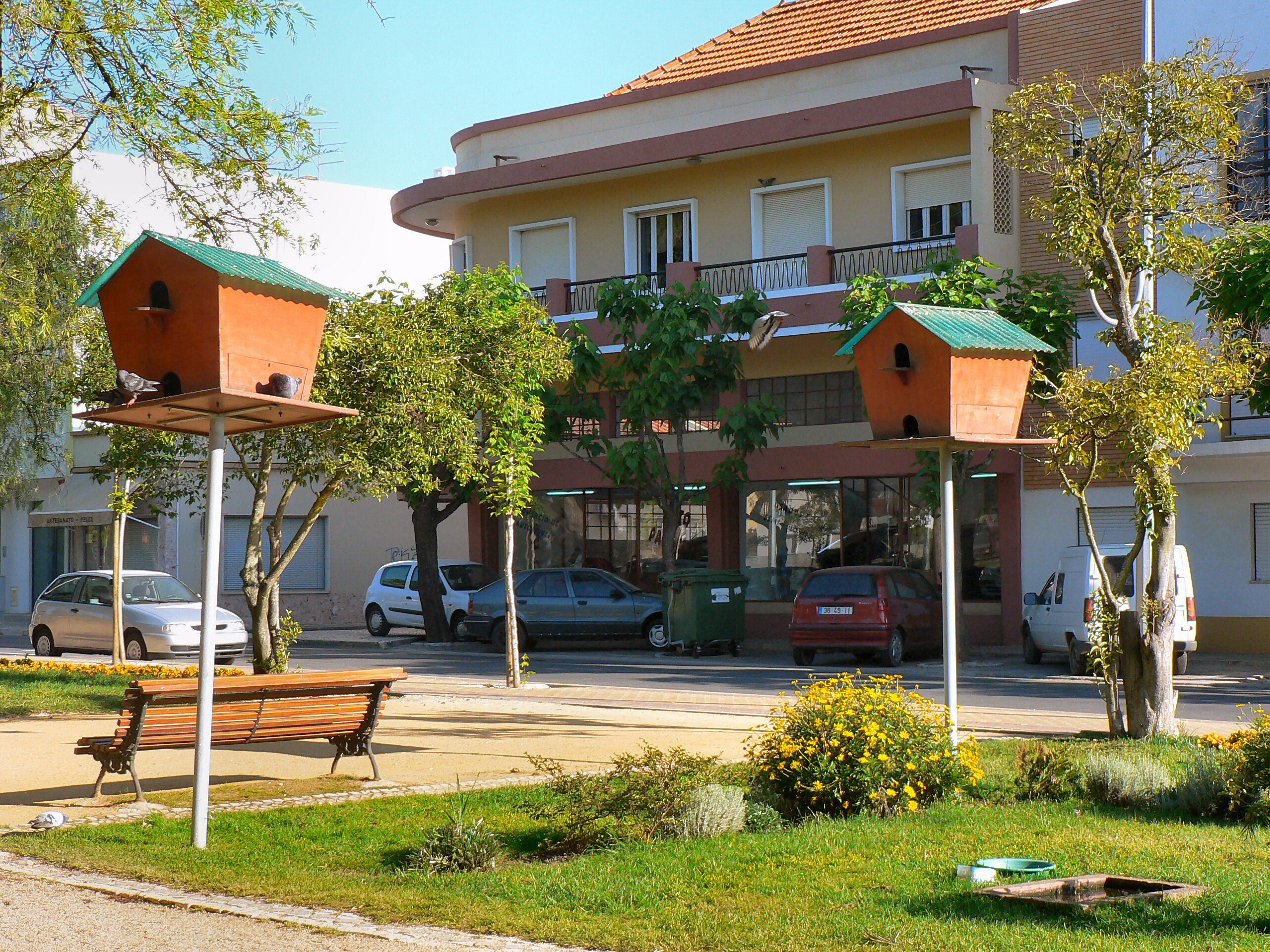
В городе
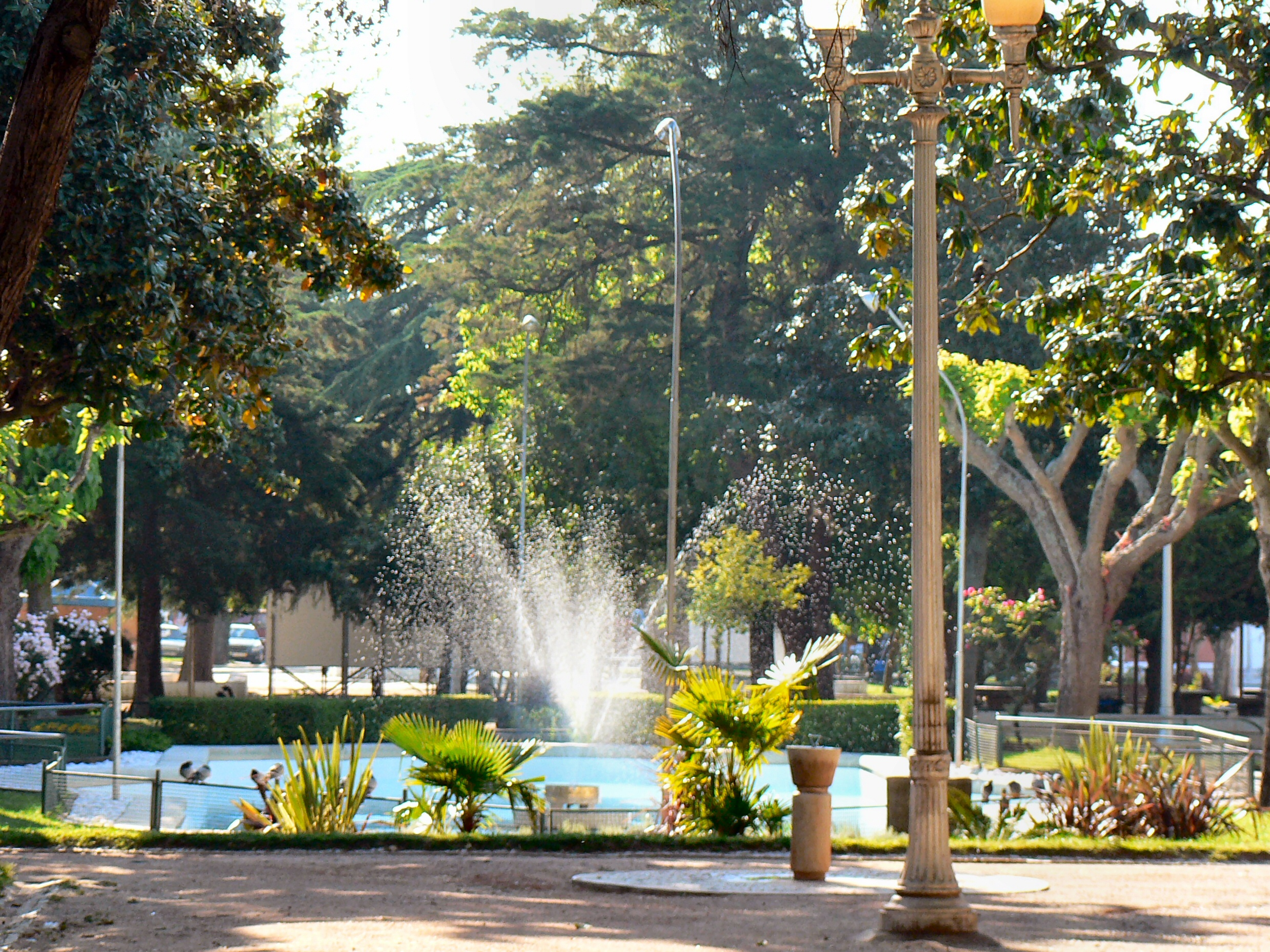
Парк в Грандола